# Hauptgüterbahnhof Hannover

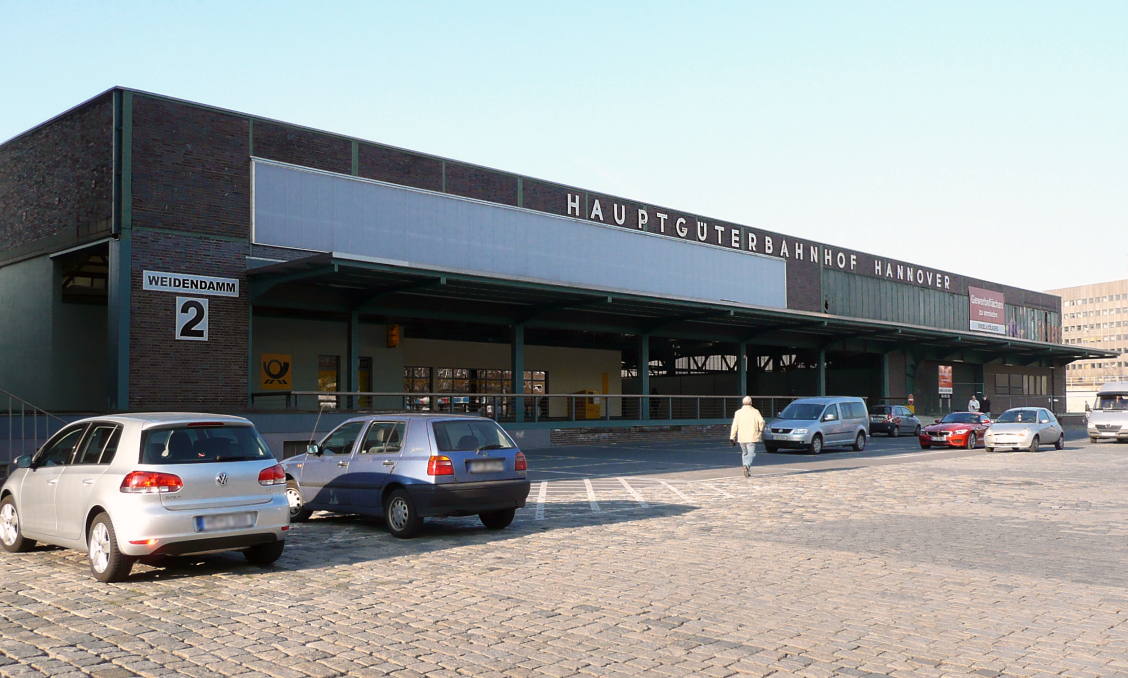
Frontseite des ehemaligen Hauptgüterbahnhofs mit Parkplatz

Der Hauptgüterbahnhof Hannover war von 1931 bis in die 1960er Jahre hinein eine der modernsten Anlagen dieser Art in Deutschland und blieb bis zur endgültigen Schließung im Jahr 1997 der zentrale Güterbahnhof in Hannover. Danach stand er viele Jahre lang leer und verfiel zu einem Lost Place bis zu seiner Revitalisierung ab 2018.

## Lage
Das westlich der Eisenbahntrasse nach Wunstorf gelegene, im Eigentum eines Tochterunternehmens der Deutschen Bahn stehende Areal wird umschlossen von den Straßen Arndtstraße, Weidendamm und Kopernikusstraße. Der Zugang erfolgt von Süden her über eine Freitreppe vor der ehemaligen Laderampe. Ein zentraler Korridor erschließt alle innenliegenden Nutzungsflächen. Den Abschluss bildet das Parkhaus im Norden. Zur Westseite hin wurde eine Terrasse angelegt.

## Geschichte

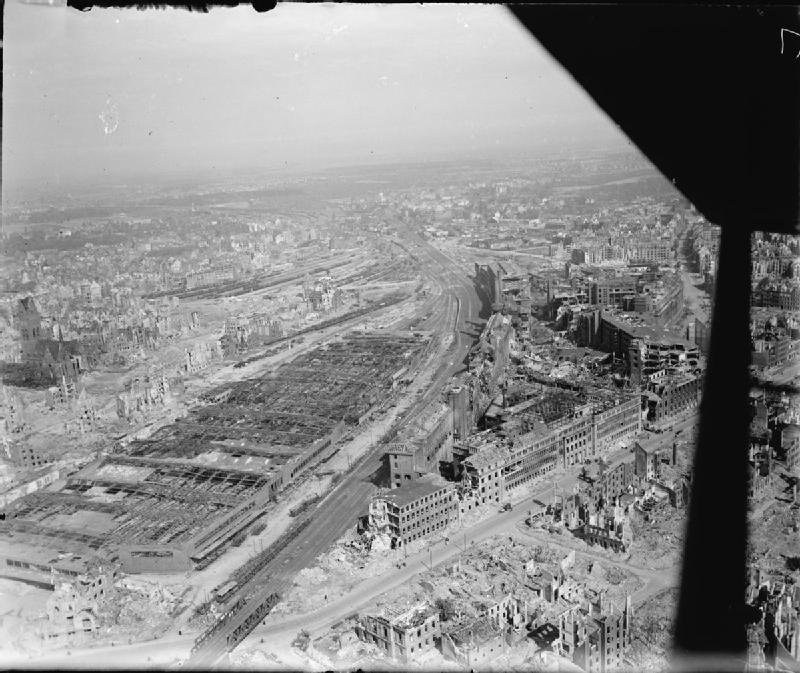
Der Bahnhof (linke Bildhälfte) mit Zerstörungen im Zweiten Weltkrieg

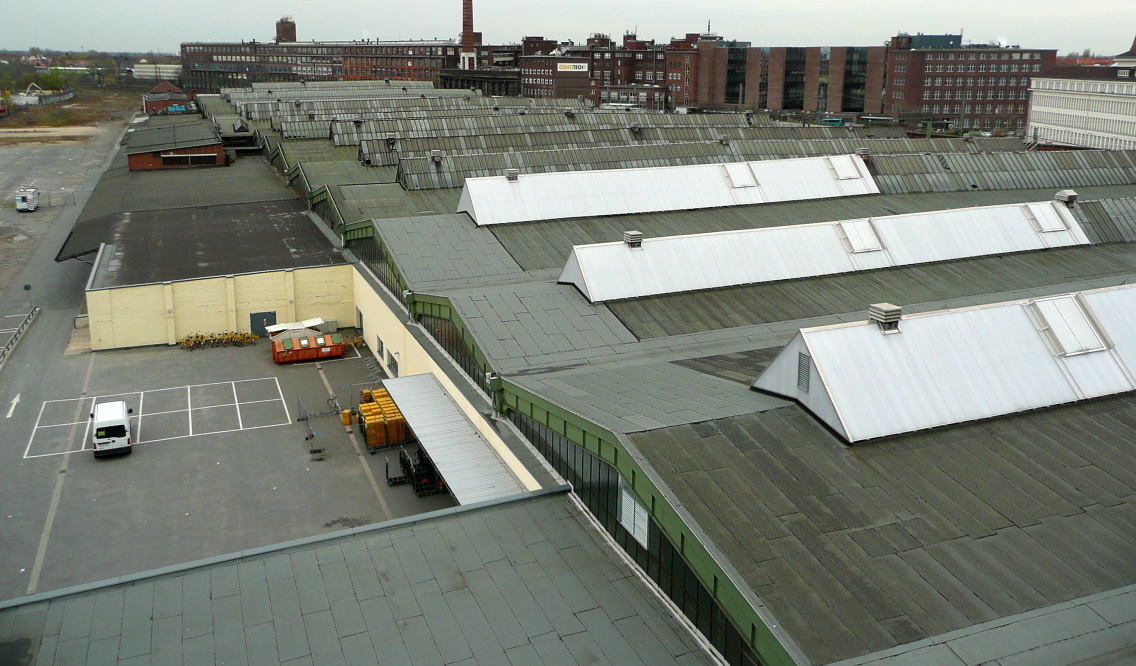
Blick auf die Hallendächer des Bahnhofs, dahinter rote Backsteinbauten der Conti (April 2011)

Der als Kopfbahnhof für Stückgut konzipierte Güterbahnhof am Weidendamm wurde 1877 zeitgleich zum Bau des neuen Hauptbahnhofs in Betrieb genommen. In seiner nördlichen Verlängerung entstand der Produkten-Bahnhof Möringsberg für Massengüter. Bei einem Großbrand 1930 in beiden Bahnhofsanlagen wurden etwa 20.000 m² Lagerfläche und 175 Güterwaggons zerstört. Nach dem Wiederaufbau wurden beide Bahnhöfe 1931 zum Hauptgüterbahnhof Hannover zusammengefasst. Damit entstanden die größten und modernsten Güterhallen in Europa, in denen täglich bis zu 2000 Tonnen Stückgut umgeschlagen wurden.
Bei den Luftangriffen auf Hannover während des Zweiten Weltkriegs trug der Bahnhof schwere Schäden davon. Kurz vor dem Einmarsch amerikanischer Truppen in Hannover im April 1945 kam es in den letzten Kriegstagen in den Bahnanlagen zu Plünderungen durch die Bevölkerung.
Der Wiederaufbau des Bahnhofs dauerte von 1950 bis 1958. Dann war die Anlage mit etwa 40.000 m² Hallenfläche eine der größten Güterbahnhöfe der Deutschen Bundesbahn, in der täglich bis zu 390 Güterwaggons be- und entladen wurden. Von der Nachkriegszeit bis in die 1990er Jahre diente der Güterbahnhof als zentrale Umschlagstelle für alle mit der Bahn angelieferten Stückgüter. Sie wurden von Lastwagen und Transportfahrzeugen weiterbefördert. In den 1980er Jahren schloss der Massengutbahnhof Möringsberg und 1997 der gesamte Hauptgüterbahnhof.
Während der EXPO 2000 wurde das ungenutzte Gelände zum Kunstbahnhof. Eine umfangreiche Lichtgestaltung von Gerhard Merz ließ die Schauseite des Nachts im gleißenden Licht erscheinen. Bis 2007 fanden außerdem gelegentliche Techno-Events statt. Danach verfiel das Areal vollends in einen „Dornröschenschlaf“, der lediglich Hobbyfotografen erfreute. Pläne zur Nachnutzung gab es viele, aber keiner davon erwies sich als umsetzbar. So kam es 2015 zum Teilabriss, bei dem etwas mehr als die Hälfte der Halle verloren ging. Ironischer Weise wurde auf der freigeräumten Fläche eine neue Halle errichtet. Im Gegenzug ermöglichte dies jedoch die Sanierung der südlichen Hallenteile.
Insgesamt wurden mittels fünf Abrissbaggern 328.000 m³ umbauter Raum abgetragen. Auf dem frei werdenden Areal soll ab 2016 ein neues Gewerbegebiet entstehen. Seit Sommer 2016 befindet sich auf einem 5.000 m² großen Areal eine Mechanisierte Zustellbasis für Pakete der Deutsche Post DHL.
Im September 2017 stellte der Eigentümer Aurelis schließlich Pläne für die Zukunft des Areals vor: Die Hallen sollen zu einem Einkaufs- und Freizeitzentrum umgestaltet werden und künftig unter anderem gastronomische Einrichtungen, einen italienischen Markt, ein Fitnessstudio und eine Kletterhalle beherbergen.

## Heutige Situation

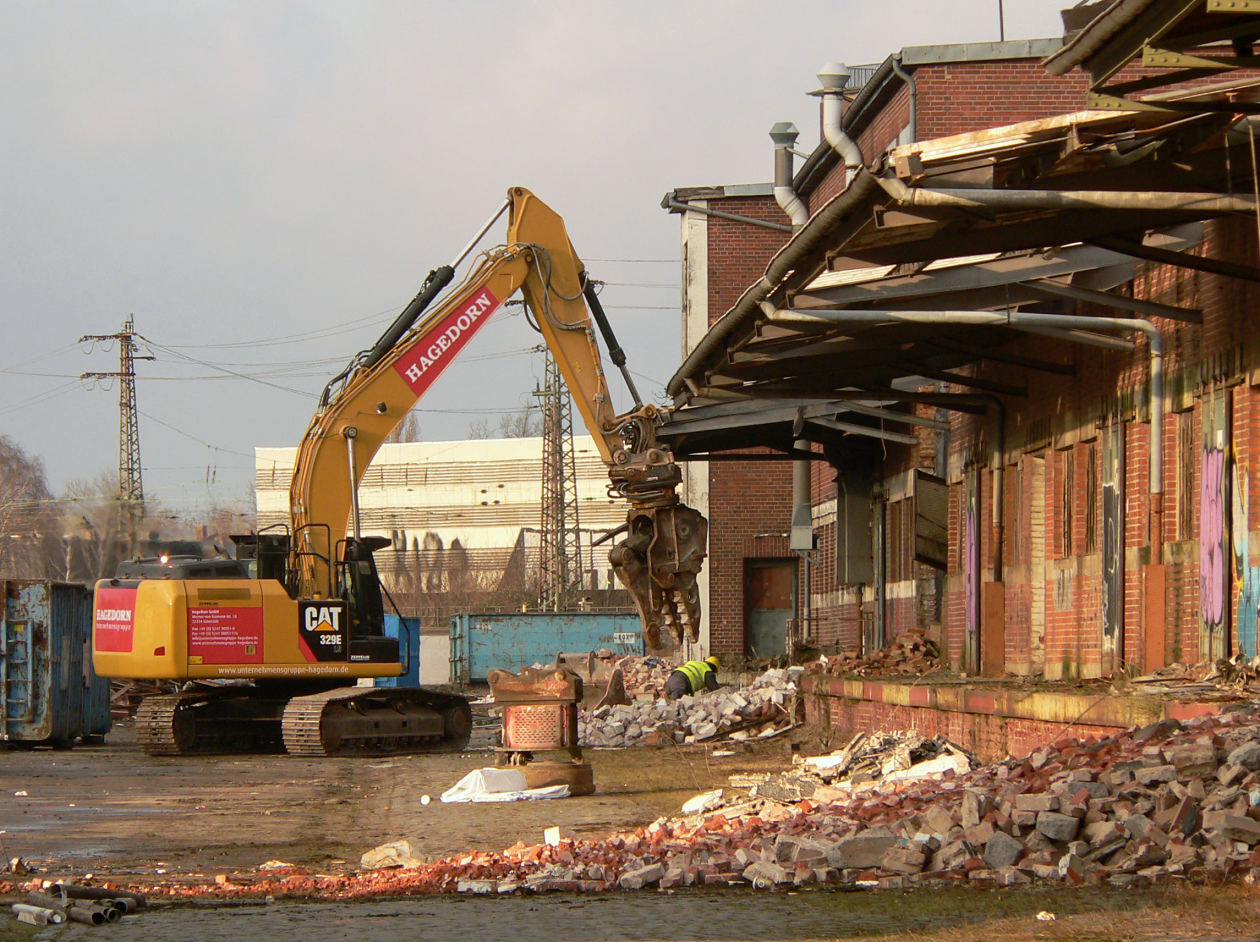
Abrissarbeiten an rückwärtigen Hallen, 2015

Nach der Schließung von 1997 und dem anschließenden Leerstand wurde das weitgehend abgesperrte Bahnhofsgelände mit seinen Gebäuden vereinzelt von Obdachlosen, Menschen aus der Drogenszene und Graffiti-Sprühern aufgesucht. 2008 richtete die Post ein Briefverteilzentrum und eine Postfachanlage ein. In den öffentlichen Diskussionen zu innerstädtischen Umnutzungsplänen durch Hannover City 2020 + wurde eine Verlagerung des Wochenmarktes vom Klagesmarkt in die Bahnhofshallen erwägt. Mehrere Nachnutzungspläne für die Industriebrache, unter anderem als Gewerbeflächen, scheiterten. Pläne zur Vermarktung der rund vier Hektar großen leerstehenden Halle scheiterten wiederholt am schlechten Bauzustand und den damit verbundenen hohen Investitionskosten, aber auch an lokalpolitischer Einflussnahme, die Änderungen am Flächennutzungsplan zugunsten von Einzelhandel verweigerte. Dies änderte sich erst mit dem 2015 erfolgten Abriss der nördlichen Hallenteile, der Sanierung der südlichen Hallenteile, sowie einer verbesserten Verkehrsanbindung. Die Bauarbeiten begannen im Januar 2018. Die Gleisanlagen des Bahnhofs wurden abgebaut. Im Inneren blieben die hochliegenden Bahnsteige und eine Fußgängerbrücke erhalten. Längs der Hallen mit ihrer ehemaligen Ladezone und den Toren für die Lagerzugänge verläuft eine gepflasterte, teils überteerte ehemalige Fahrstraße. Nach den schleppend erteilten Baugenehmigungen durch das städtische und dem Einzug neuer Mieter deutet sich ab 2019 ein Wandel an. Eine weitere Revitalisierung der Industriebrache wird angestrebt. Auch mit der Vermietung von Gewerbeflächen rund um die Halle geht es voran. Vom ursprünglichen Ausmaß der Anlage und deren Funktion ist heute jedoch kaum noch etwas zu bemerken. Erhalten geblieben sind lediglich die markante Südfassade sowie die sanierten Teile der Dachkonstruktion.
Mittlerweile werden die Gewerbeflächen genutzt, überwiegend für Indoor-Sportangebote. So gibt es eine Boulderhalle, ein Fitness-Zentrum und einen Trampolinpark. Ein Feinkostmarkt ergänzt das Angebot.

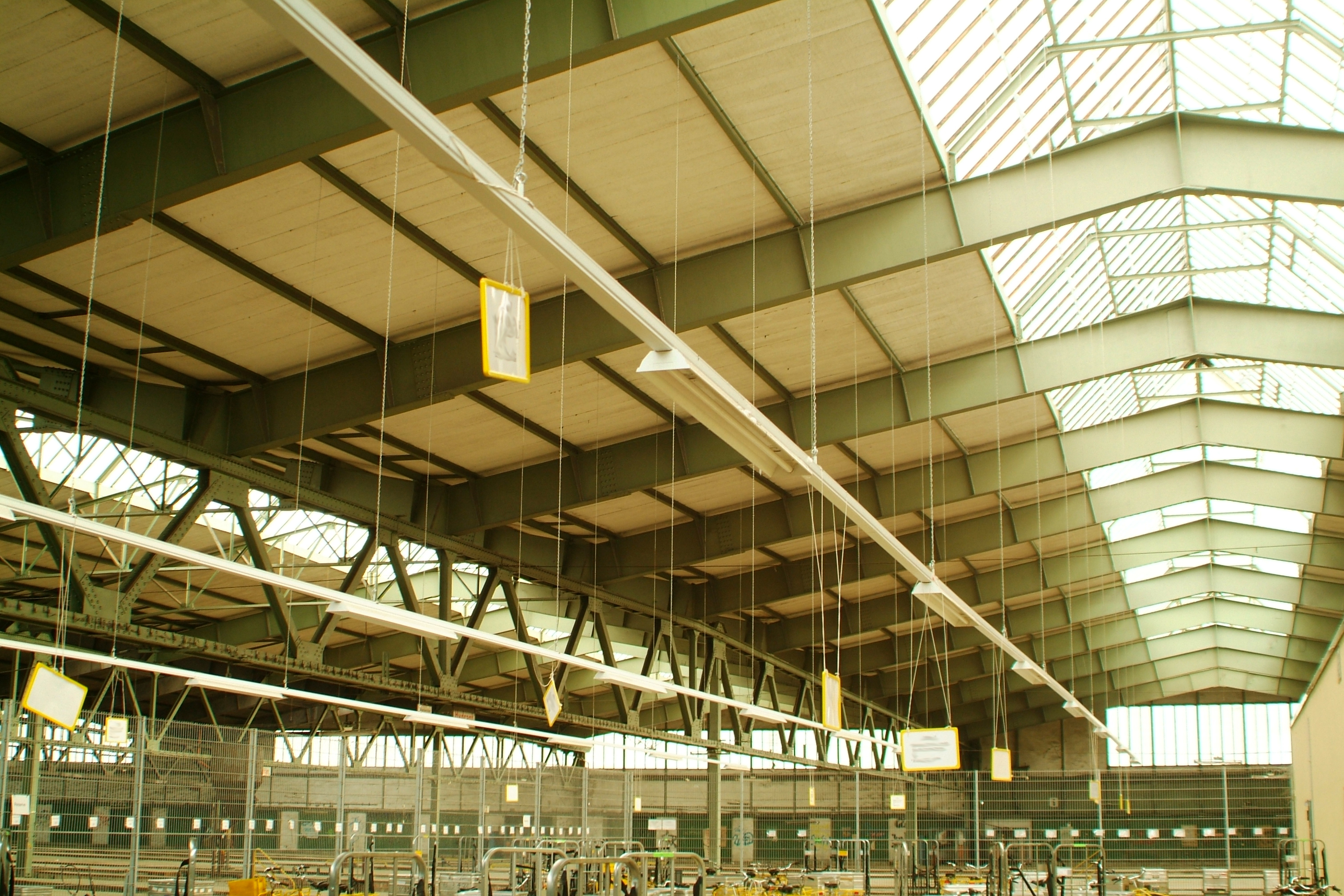
Abschnitt im Innern einer Halle
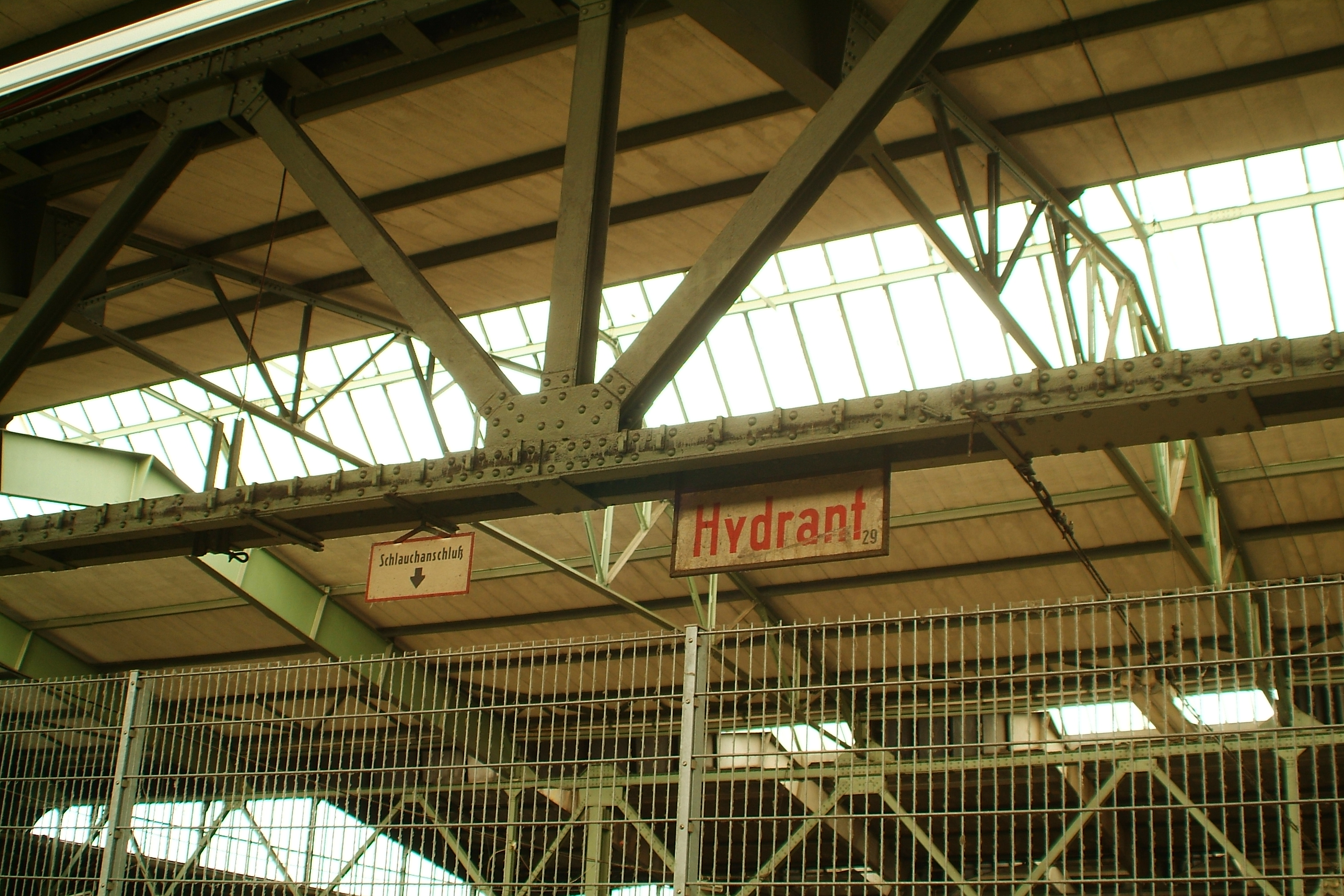
Details der Stahlkonstruktion
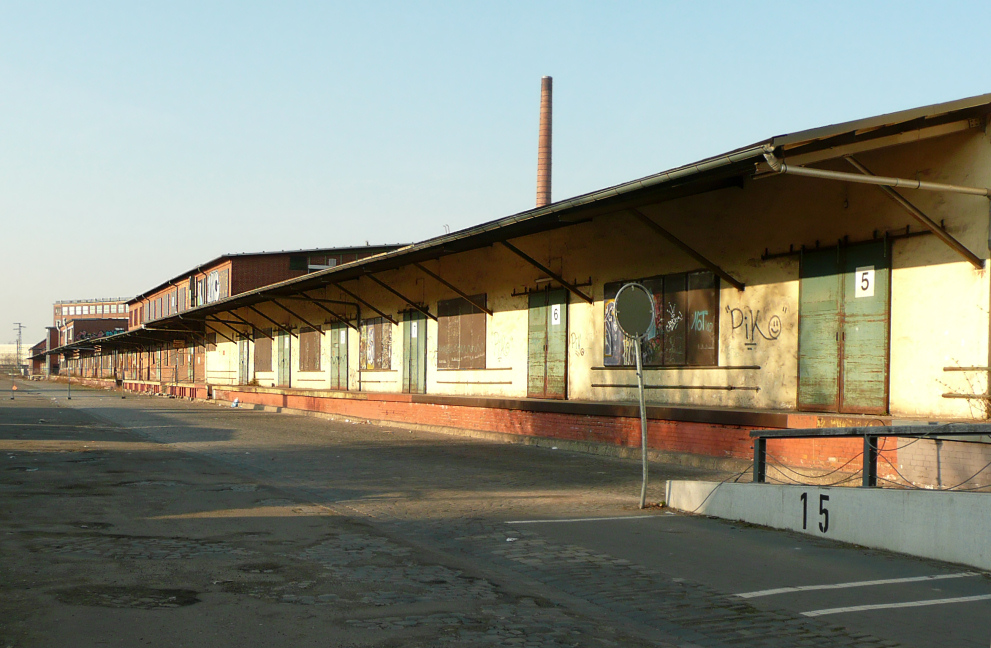
Lagerhallen
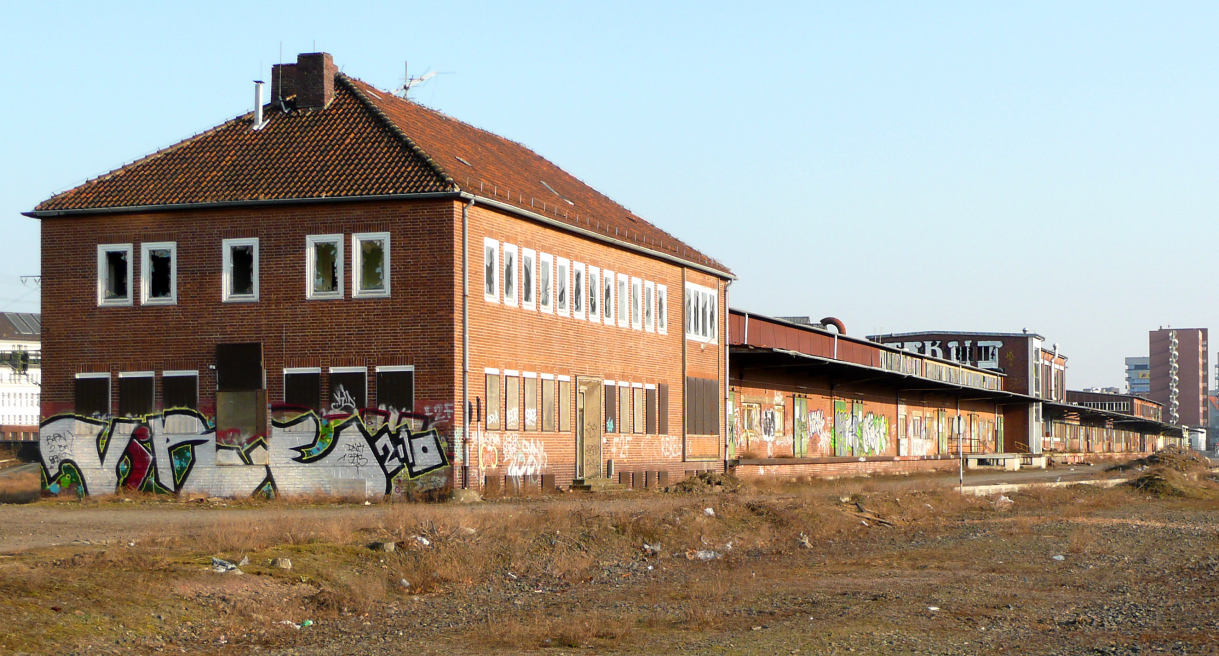
Bereich der Gleisanlagen, inzwischen demontiert